# Billy Evans (cestista 1932)
William Best Evans, detto Billy (Berea, 13 settembre 1932 – 22 novembre 2020), è stato un cestista statunitense, attivo a livello amatoriale nella AAU e campione olimpico nel 1956.

## Carriera
Venne selezionato dai Rochester Royals al quinto giro del Draft NBA 1955 (32ª scelta assoluta).